# Völker-Spartakiade
Die Spartakiade der Völker der UdSSR oder kurz Völker-Spartakiade (russisch Спартакиада народов СССР) war von 1956 bis 1991 eine Multisportveranstaltung in der Sowjetunion. Es gab eine Sommer- und eine Winter-Völker-Spartakiade. Die Wettbewerbe der Sommerspartakiade wurden in den einzelnen Sportarten oft nicht gleichzeitig an einem Ort ausgetragen, sondern zeitnah zu unterschiedlichen Terminen an verschiedenen Orten. Die Winterspartakiade fand für alle Sportarten dagegen größtenteils zur gleichen Zeit an einem Ort statt. Als Vorläufer hatten bereits in der Zwischenkriegszeit mehrere Spartakiaden mit internationaler Beteiligung stattgefunden.

## Sommer-Völker-Spartakiade

### Austragungen
- I, Endrunden in Moskau im August 1956;
- II, Endrunden in Moskau im August 1959;
- III, Endrunden in Moskau im August 1963;
- IV, Endrunden in Moskau im Juli und August 1967;
- V, Endrunden im Juli 1971;
- VI, Endrunden März bis Juli 1975;
- VII, Endrunden 1979;
- VIII, Endrunden Mai bis August 1983;
- IX, Endrunden Juni bis September 1986;
- X, Endrunden März bis September 1991.

### Sportarten
| Sportart                    | 1956 | 1959 | 1963 | 1967 | 1971 | 1975 | 1979 | 1983 | 1986 | 1991 | Gesamt |
| --------------------------- | ---- | ---- | ---- | ---- | ---- | ---- | ---- | ---- | ---- | ---- | ------ |
| Akrobatik                   |      |      |      |      |      |      |      |      | X    | X    | 2      |
| Badminton                   |      |      |      |      |      |      |      |      | X    | X    | 2      |
| Basketball                  | X    | X    | X    | X    | X    | X    | X    | X    | X    |      | 9      |
| Boxen                       | X    | X    | X    | X    | X    | X    | X    | X    | X    | X    | 10     |
| Bahnradsport                | X    |      |      | X    | X    | X    | X    | X    | X    | X    | 8      |
| Straßenradsport             | X    | X    | X    | X    | X    | X    | X    | X    | X    | X    | 10     |
| Wasserball                  | X    | X    | X    | X    | X    | X    | X    | X    | X    |      | 9      |
| Wasserski                   |      |      |      |      |      |      |      |      | X    |      | 1      |
| Volleyball                  | X    | X    | X    | X    | X    | X    | X    | X    | X    | X    | 10     |
| Freistilringen              | X    | X    | X    | X    | X    | X    | X    | X    | X    | X    | 10     |
| Handball                    |      |      |      |      | X    | X    | X    | X    | X    |      | 5      |
| Girevoy-Sport               |      |      |      |      |      |      |      |      |      | X    | 1      |
| Gorodki                     |      |      |      |      |      |      |      |      | X    | X    | 2      |
| Rudern                      |      |      | X    | X    | X    | X    | X    | X    | X    | X    | 8      |
| Kanurennsport               | X    | X    | X    | X    | X    | X    | X    | X    | X    | X    | 10     |
| Judo                        |      |      |      |      |      | X    | X    | X    | X    |      | 4      |
| Griechisch-römisches Ringen | X    | X    | X    | X    | X    | X    | X    | X    | X    | X    | 10     |
| Pferdesport                 | X    | X    | X    | X    | X    | X    | X    | X    | X    | X    | 10     |
| Leichtathletik              | X    | X    | X    | X    | X    | X    | X    | X    | X    | X    | 10     |
| Motorsport                  |      | X    |      |      |      |      |      |      |      |      | 1      |
| Tischtennis                 |      | X    | X    |      |      |      |      | X    | X    | X    | 5      |
| Segeln                      |      |      |      | X    | X    | X    | X    | X    | X    |      | 6      |
| Schwimmsport                | X    | X    | X    | X    | X    | X    | X    | X    | X    | X    | 10     |
| Sporttauchen                |      |      |      |      |      |      |      |      |      | X    | 1      |
| Wasserspringen              | X    | X    | X    | X    | X    | X    | X    | X    | X    | X    | 10     |
| Trampolinturnen             |      |      |      |      |      |      |      |      | X    | X    | 2      |
| Sambo                       |      |      |      |      | X    | X    | X    | X    | X    | X    | 6      |
| Synchronschwimmen           |      |      |      |      |      |      |      | X    | X    | X    | 3      |
| Moderner Fünfkampf          | X    | X    | X    | X    | X    | X    | X    | X    | X    |      | 9      |
| Turnen                      | X    | X    | X    | X    | X    | X    | X    | X    | X    | X    | 10     |
| Sportschießen               | X    | X    | X    | X    | X    | X    | X    | X    | X    |      | 9      |
| Skeet                       | X    | X    | X    | X    | X    | X    | X    | X    | X    |      | 9      |
| Bogenschießen               |      |      |      |      | X    | X    | X    | X    | X    | X    | 6      |
| Tennis                      | X    | X    | X    | X    |      | X    | X    | X    | X    | X    | 9      |
| Gewichtheben                | X    | X    | X    | X    | X    | X    | X    | X    | X    | X    | 10     |
| Fechten                     | X    | X    | X    | X    | X    | X    | X    | X    | X    | X    | 10     |
| Fußball                     | X    |      |      |      |      |      | X    | X    | X    |      | 4      |
| Hockey                      |      |      |      |      |      |      | X    | X    | X    |      | 3      |
| Rhythmische Sportgymnastik  |      |      |      |      |      |      | X    | X    | X    | X    | 4      |
| Schach                      |      | X    | X    | X    |      | X    | X    | X    | X    | X    | 8      |

## Winter-Völker-Spartakiade
- I, Endrunden in Swerdlowsk im März 1962;
- II, Endrunden in Swerdlowsk, Gorki, Terskol und Kiew im März 1966;
- III, Endrunden in Swerdlowsk im März 1974;
- IV, Endrunden in Swerdlowsk im März 1978;
- V, Endrunden in Krasnojarsk vom 4. bis zum 16. März 1982;
- VI, Endrunden in Krasnojarsk vom 24. Februar bis zum 11. März 1986;
- VII, Endrunden in Kiew 1990.